# Uszak (architektura)

Uszak w obramieniu okiennym i drzwiowym

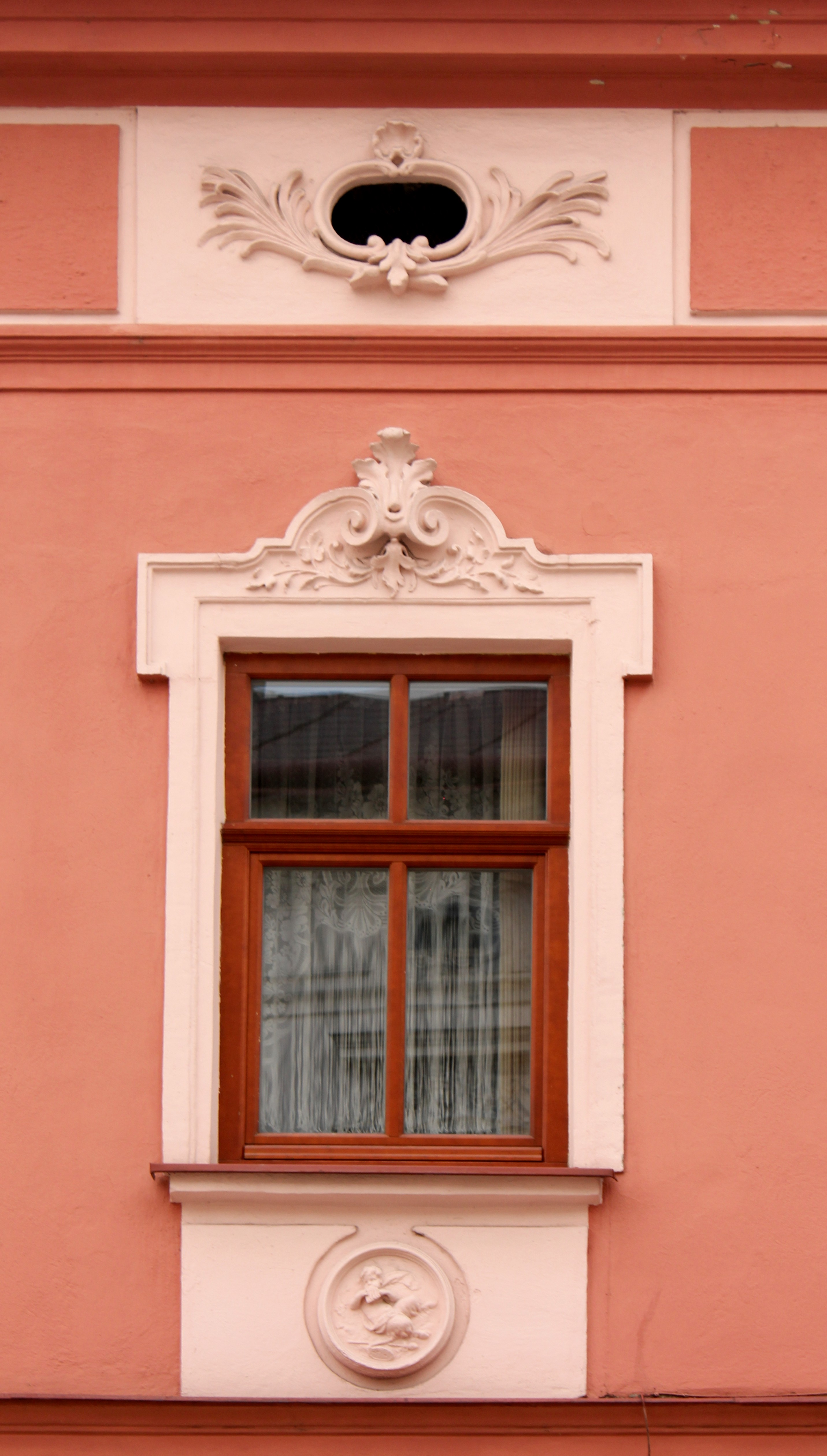
Obramienie okienne z uszakami

Uszak – poszerzenie obramienia, najczęściej okiennego lub drzwiowego, akcentujące jego górne naroża. 
Uszak może mieć różnorodny kształt – od prostego uskoku po rozbudowane, płaskorzeźbione ornamenty. Pierwsze uszaki pojawiły się w architekturze renesansowej, często stosowane były w epoce baroku.